# Trừ Văn Thố
Trừ Văn Thố (1936–1963) là một liệt sĩ, Anh hùng Lực lượng vũ trang nhân dân Việt Nam.

## Cuộc đời và sự nghiệp
Trừ Văn Thố sinh năm 1936 quê quán tại ấp Đông Áng, xã Thanh Hòa, tổng Lợi Trinh, quận Cai Lậy, tỉnh Mỹ Tho (nay là khu phố 7, phường 1, thị xã Cai Lậy, tỉnh Tiền Giang). Ông sinh ra trong một gia đình nông dân nghèo, đông anh em (tất cả 6 anh em). Mồ côi cha từ nhỏ nên ông sớm phải lao động vất vả sinh nhai, không được học hành đến nơi đến chốn.
Tháng 10 năm 1961, ông tham gia hoạt động cho Mặt trận Dân tộc Giải phóng miền Nam Việt Nam, chống chính quyền Việt Nam Cộng hòa. Ông hoạt động trong đội biệt động thị trấn Cai Lậy, sau đó được rút về bộ đội địa phương hoạt động ngay trên quê hương mình. 
Tháng 4 năm 1962, ông được điều động về Trung đoàn 2, Công trường 9, bộ đội chủ lực Quân Giải phóng miền Nam Việt Nam. Tháng 4 năm 1963, ông được cử đi học khóa trinh sát đặc công rồi về bổ sung cho đơn vị Q-272, là đơn vị đặc công đặc biệt tinh nhuệ thuộc Trung đoàn 2, Công trường 9.
Ngày 18 tháng 10 năm 1963, đơn vị ông được lệnh tấn công tiêu diệt cứ điểm bốt Cây Trường ở khu dinh điền Văn Hữu thuộc quận An Lộc, tỉnh Bình Long. Đây là một cứ điểm quân sự của Việt Nam Cộng hòa, có địa thế rất lợi hại, án ngữ Quốc lộ số 13 và khu tam giác dinh điền Văn Hữu – Căm Xe. Ngoài ra, đây còn là căn cứ bàn đạp của các toán biệt kích Việt Nam Cộng hòa thâm nhập đánh phá vào Chiến khu Đ. Phía Việt Nam Cộng hòa bố trí tại đây một đại đội phòng phủ rất kiên cố cẩn mật, kiểm soát kỹ từng người dân ra vào. Với vai trò là trinh sát viên, Trừ Văn Thố được cho là đã bám trụ, thu thập thông tin tình báo giúp cho chỉ huy đơn vị xây dựng phương án phòng thủ và tác chiến chính xác. 
Ngày 18 tháng 10 năm 1963, phía Quân Giải phóng miền Nam nổ súng tấn công đồn Cây Trường. Trừ Văn Thố có nhiệm vụ cùng một tổ xung kích đánh vào khu cố thủ của đối phương ở hướng chủ yếu. Tuy nhiên, sau một thoáng bất ngờ, binh sĩ đồn trú trong đồn đã dùng hỏa lực chống trả quyết liệt. Theo tường thuật của các đồng đội, Trừ Văn Thố ban đầu dùng bộc phá để vô hiệu hóa hỏa lực ngăn chặn hướng tiến công nhưng không thành, bản thân ông cũng bị thương nặng vào đùi. Sau đó, ông đã trườn lên, dùng chính thân mình để che lỗ châu mai, vô hiệu hóa hỏa lực quân đối phương, tạo điều kiện cho đồng đội tiếp tục chiến đấu và giành thắng lợi cuối cùng.
Hành động hy sinh, dùng chính thân mình để che lỗ châu mai của Trừ Văn Thố được Mặt trận dân tộc giải phóng vinh danh, ví như một "Phan Đình Giót miền Nam". Ngày 5 tháng 5 năm 1965, ông được Mặt trận Dân tộc Giải phóng miền Nam Việt Nam truy tặng Huân chương Quân công Giải phóng hạng III và danh hiệu Anh hùng Quân Giải phóng.

## Danh hiệu
Ông được trao tặng các danh hiệu sau:
- Anh hùng lực lượng vũ trang nhân dân (truy tặng năm 1965)
- Huân chương Quân công hạng Ba.

Tên ông được đặt cho một xã thuộc huyện Bàu Bàng, tỉnh Bình Dương, nơi diễn ra trận đánh cuối cùng của ông. Một số trường trung học cơ sở tại huyện Bàu Bàng, tỉnh Bình Dương cũng như ở thị xã Cai Lậy, tỉnh Tiền Giang, cũng được đặt theo tên ông.